# Weitra (zámek)
Zámek Weitra (dříve též Vitoraz, německy Schloss Weitra) se nachází ve stejnojmenné rakouské obci Vitoraz (Weitra).

## Historie
Na místě zámku stával původně hrad, založený v letech 1201 až 1208 Hadmarem z Kuenringu. Podle plánu z roku 1588 měl přibližně obdélný půdorys s rozměry 80 × 30 metrů. V obou kratších čelech stály hranolové věže, z nichž východní obsahovala kapli. Na východní věž navazovala dvouprostorová budova. Podél severní strany stál dlouhý pětiprostorový palác a drobnější zástavba byla také pod západní věží. Na jihu nádvoří uzavírala hradba.
Hrad byl mnohokrát obléhán, např. dvakrát husity, v letech 1426 a 1431, či Maďary v roce 1486. Roku 1508 bylo panství dáno do zástavy Ladislavu Pražskému, sv. pánu z Windhagu. V roce 1582 daroval císař Rudolf II. hrad a město Weitra svému komorníkovi Wolfu Rumpfovi z Wullrossu. Jeho vdova Maria, rozená hraběnka z Arco, se znovu vdala za hraběte Fridricha z Fürstenberg-Heiligenbergu († 1617), který nechal hrad přestavět na renesanční zámek a zdědil město Vitoraz.
Renesanční zámek byl vybudován na konci 16. století na základech středověkého hradu. V období baroka a rokoka byl přestavěn a po válečných škodách znovu obnoven jako muzeum.
Návštěvníci zde mohou navštívit zámecké muzeum, pivovarnické muzeum, výstavu Dějiště železné opony, nebo zámeckou věž. Charakteristickým prvkem zámku je mobilní střešní konstrukce, která umožňuje proměnu 800 m² zámeckého dvora na prostor pro pořádání kulturních akcí nezávislých na počasí. Od roku 2006 se v nově zastřešeném dvoře koná Schloss-Weitra-Festival, rakouského herce Felixe Dvoraka, potomka skladatele Antonína Dvořáka.[ve zdroji nenalezeno]